# Adrien Maurice de Noailles
Adrien Maurice de Noailles, 3.er duque de Noailles (París, 29 de septiembre de 1678 - id. 24 de junio de 1766), fue un político y militar francés que sirvió en la Guerra de Sucesión Española y austríaca.

## Biografía
Hijo de Anne Jules de Noailles, 2.º duque de Noailles, heredó el título de duque de Noailles tras la muerte de su padre en 1708.
En 1698, como conde de Ayen, se casó con Francisca Carlota de Aubigné, sobrina y beneficiaria del marquesa de Maintenon. Con ella tuvo 4 hijas y dos hijos:
- Sus dos hijos varones, Luis, 4.º duque de Noailles, y Felipe, duque de Mouchy, también se convertirían en mariscales de Francia.

El duque de Noailles fue nombrado caballero de la Orden del Toisón de Oro en 1702, grande de España en 1711, y caballero de la Orden del Espíritu Santo en 1724.

## Carrera militar

### Guerras de Sucesión
Luchó en la Guerra de Sucesión Española entre 1710 y 1713, comandando la invasión francesa del norte de Cataluña el año 1711 que finalizó con el Asedio de Gerona.
Posteriormente fue Presidente del Consejo de Finanzas de Francia entre 1715 y 1718. Se distinguió en la Guerra de Sucesión Polaca (1733 - 1738) y fue nombrado Mariscal de Francia en 1734, convirtiéndose en decano de los mariscales en 1748.
Sirvió en la Guerra de Sucesión Austríaca y se le nombró comandante de las fuerzas francesas en marzo de 1743. En junio de 1743 fue derrotado en la Batalla de Dettingen, pero resurgió al expulsar a las tropas austriacas de Alsacia al año siguiente, aunque perdió la oportunidad de aplastar definitivamente al ejército austriaco mientras cruzaba el Rin.

## Como político
Fue Ministro de Exteriores desde abril de 1744 hasta el año siguiente y consideraba a Gran Bretaña como el enemigo más grande de Francia, por encima de la misma Austria. Posteriormente actuó con gran capacidad diplomática y tuvo una influencia sustancial sobre el curso de la política exterior francesa.

## Descendientes notables
- Anna de Noailles, escritora. Casó con el conde Mathieu de Noailles, descendiente del primogénito de Adrien Maurice.
- Vizconde Charles de Noailles, mecenas y constructor de la Villa Noailles. Descendiente del segundo hijo de Adrien Maurice.